# Marjolaine (gâteau)
La marjolaine est un entremets au chocolat, meringue et praliné.

## Histoire

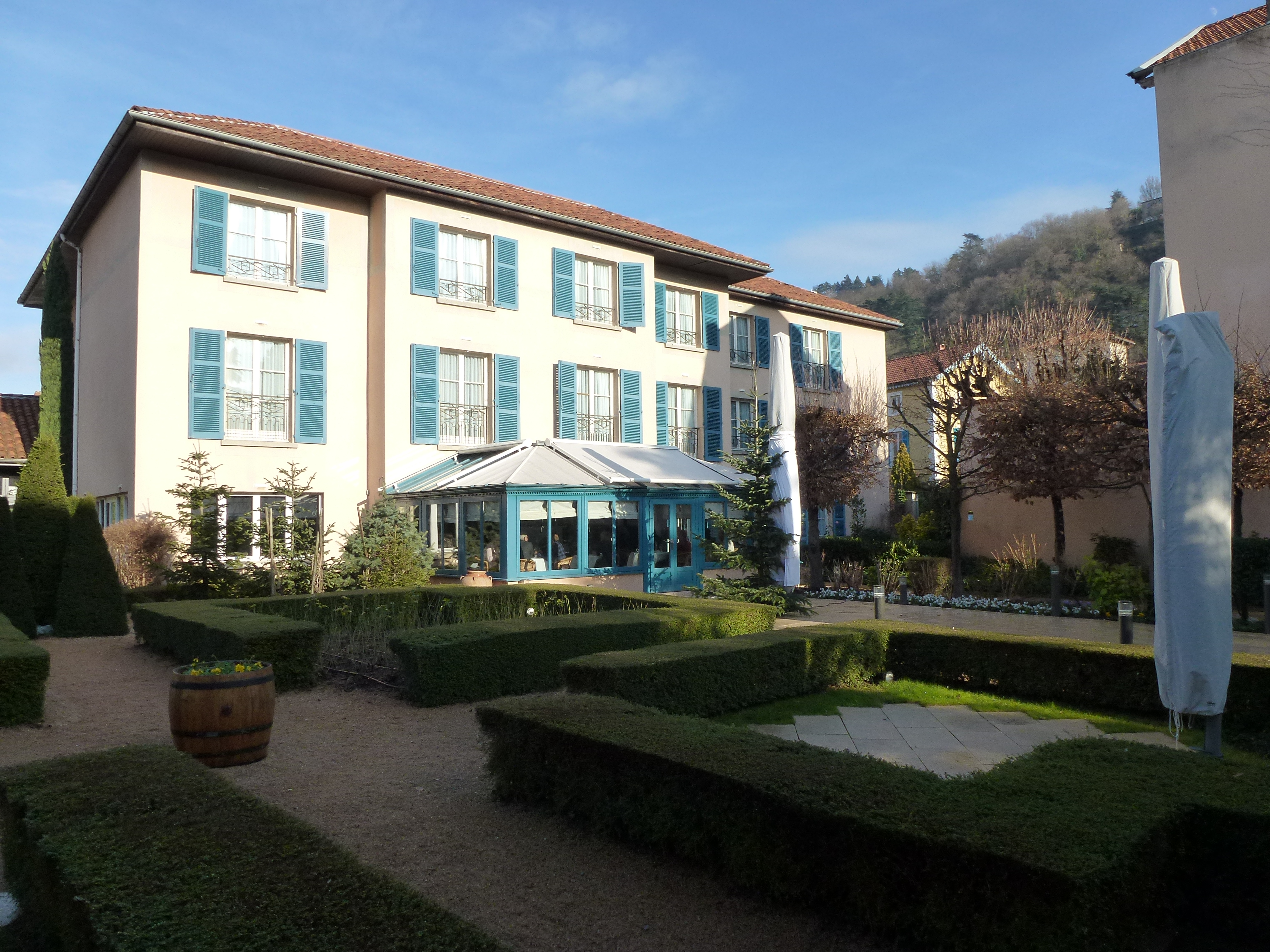
Restaurant gastronomique La Pyramide à Vienne, côté jardin

Ce gâteau a été créé dans les années 1950 par Fernand Point, le célèbre chef du restaurant La Pyramide à Vienne près de Lyon en Isère (une ville française située environ à mi-chemin entre Paris et la Côte d'Azur). Ce dessert s'inspire et revisite une recette traditionnelle; la dacquoise (de la région de Dax, une ville du sud-ouest de la France).
On le trouve aussi sous le nom de gâteau Fernand Point.
Selon certaines sources, Fernand Point aurait perfectionné cette variation de dacquoise durant plusieurs années avant de trouver sa recette digne de figurer à la carte de son restaurant.

## Composition

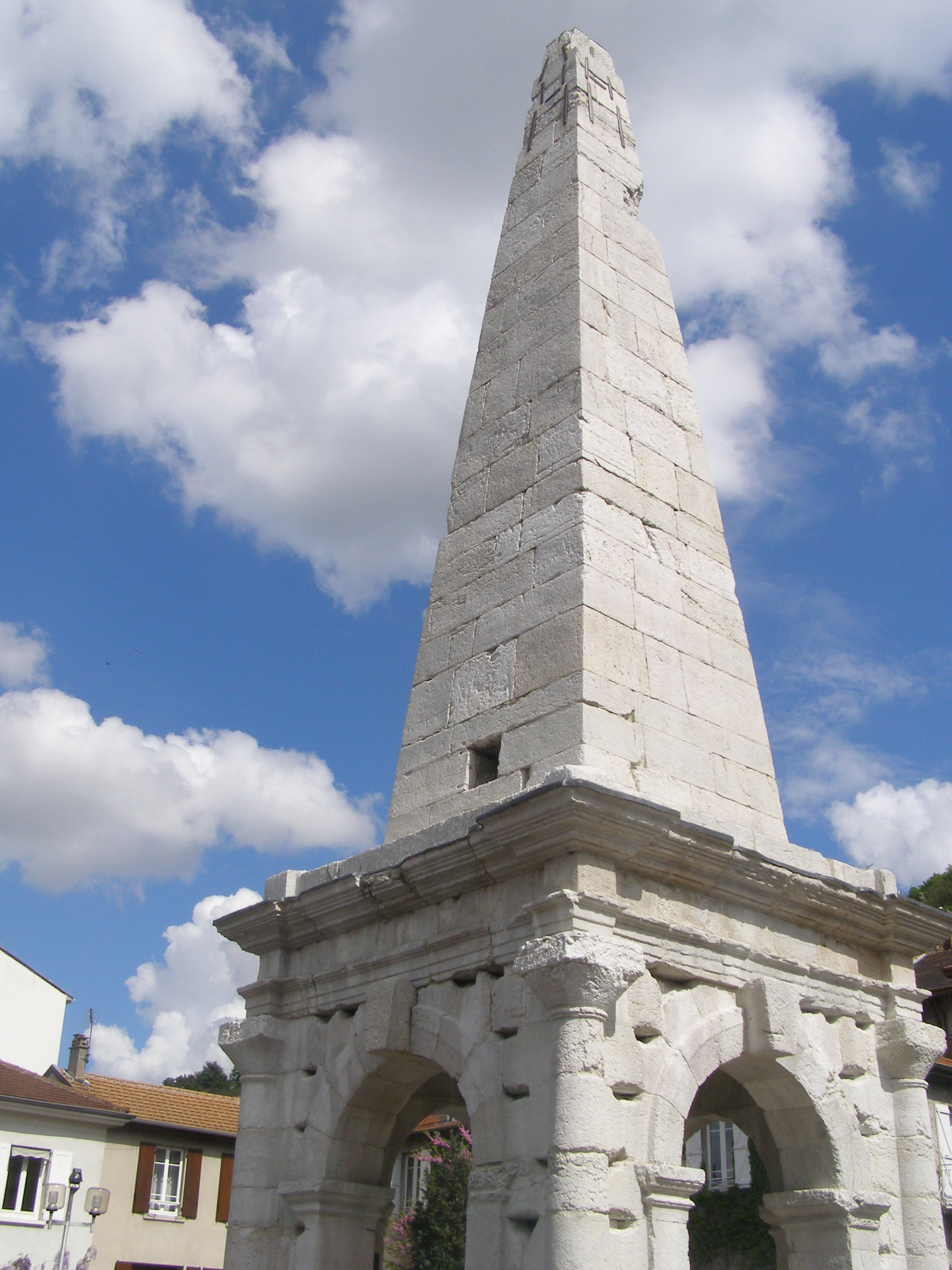
La Pyramide de Vienne

Le gâteau marjolaine est constitué d’une succession de trois crèmes (crème parfumée au pralin, crème chantilly et ganache chocolat), séparées par des carrés de meringues pralinées. Le tout saupoudré de copeaux de chocolat et de sucre glace de façon à former un motif décoratif.
Lorsqu'il était servi dans le restaurant de Fernand Point, le motif décoratif de ce gâteau était la fameuse pyramide de Vienne, d’où le restaurant tirait son nom. Cet ornement a toutefois évolué, notamment en Tour Eiffel dans certaines variations de la recette reprises à l'international.

## Publications incluant cette recette
En français
- Point, Fernand (1969, rééditions 1980 et 1994) Ma Gastronomie, Flammarion.  (ISBN 2-08-200806-1) rel. 140 F
- Hors-série du magazine Cuisiner !, printemps 1996.

En anglais
- Point, Fernand (2008) Ma Gastronomie, Rookery Press.  (ISBN 978-1-58567-961-4)